# Malvaviscus achanioides
Malvaviscus achanioides är en malvaväxtart som först beskrevs av Turczaninow, och fick sitt nu gällande namn av P.A. Fryxell. Malvaviscus achanioides ingår i släktet Malvaviscus och familjen malvaväxter. Inga underarter finns listade i Catalogue of Life.